# Бьорн Ерікссон
Бйорн Густаф Ерікссон (швед. Björn Eriksson; 7 грудня 1945, Стокгольм) — шведський державний діяч. Колишній директор шведської берегової охорони, шведської митної служби, шведської поліції та Президент Інтерполу (1994-1996). Губернатор округу Естерйотланд (1996—2009).

## Життєпис
Народився 7 грудня 1945 року. В 1968 році закінчив Стокгольмську школу економіки.
Потім він служив у Міністерстві фінансів/Міністерство бюджету, як службовець з 1969 по 1976 роки, директор з 1977 по 1981 роки та директор з бюджету з 1981 по 1983 років. У 1983—1988 рр. — був Генеральним митним директором та начальником шведської митної служби та берегової охорони Швеції, а також уповноваженим з питань національної поліції з 1988 по 1996 рр. У 1988 р. Еріксон був призначений на посаду голови Всесвітньої митної організації. Ерікссон був також президентом Інтерполу з 1994 по 1996 рік, після чого він був призначений першим почесним президентом; він зберігає цей титул сьогодні.
Будучи губернатором округу Естерйотланд, він отримав резиденцію в місті Лінчепінг у 2005 році. Ерікссон був рушійною силою у справі створення центру досліджень економічної злочинності. Він також підтримав Лінчепінзький університет та отримав почесного доктора філософії навесні 2006 року.
За час свого губернаторства, Ерікссон щорічно запрошує мешканців Естерйотланд на виступи співаків та спектаклі театрів у замку Лінчепінг, де він брав участь як актор, який іноді чергував в якості офіціанта. Його дружина Олена Ерікссон була художнім керівником вистав. У місті Рімфорса, муніципалітет Кінда має вулицю імені Ерікссона.
Після того, як Ерікссон залишив посаду губернатора, він керував компанією Björn E Consulting. У 2009—2010 роках він був координатором уряду для прийому безпритульних дітей. З 2011 року Ерікссон є членом правління Шведської спортивної конфедерації, головою якої був обраний у 2015 році. Він також був головою Шведської федерації біатлону у 2001—2011 роках, і зараз є членом консультативного комітету та Консультативної ради профспілки охоронної компанії BRM. Ерікссон є членом правління федерації бойових мистецтв (Kampsportsdelegationen), Vätternrundan International, Комітету розвитку Шведської федерації біатлону та тренувальної організації Säkerhetsbranschen Bya. З 2013 р. Ерікссон очолює торговельне об'єднання індустрії приватної безпеки.
У 2013 р. Еріксон став головою правління діловодської школи та торговельної асоціації Säkerhetsbranschen For his work as national coordinator against sports violence Eriksson was named 2013 Security Ambassador by the magazine SecurityUser.com think tank Säkerhet för Näringsliv och Samhälle (SNOS)..
У 2014—2015 рр. — Ерікссон, голова шведської асоціації легкої атлетики. Бьорн Ерікссон був національним координатором уряду з питань насильства у спорті, у період з 2011 по 2013 роки. У квітні 2013 року він представив доповідь «Менше насильства за гроші» (Mindre våld för pengarna), а наступного року представив заключний звіт «Більше радості за гроші» (Mer glädje för pengarna).
Ерікссон був обраний головою Шведської спортивної конфедерації 31 травня 2015 року.